# کینیانگ
کینیانگ روستایی در استان ریفت والی، کنیا می‌باشد.